# Ourizona
Ourizona es un municipio brasileño del estado del Paraná. Su población es de 3.380 habitantes
Fue creado a través de la Ley Estatal nº4245, del 25 de julio de 1960, elevado a la categoría de municipio, separándose de Mandaguaçu e instalado el 19 de noviembre de 1961.
Ourizona significa - tierra del oro.

## Geografía
Posee un área de 176,457 km² representando 0,0885 % del estado, 0,0313 % de la región y 0,0021% de todo el territorio brasileño. Se localiza a una latitud 23°24′18″ sur y a una longitud 52°11'56" oeste, próximo del Trópico de Capricórnio y estando a una altitud de 525 metros. 

### Demografía
Datos del censo - 2000
Población total: 3396 
- Urbana: 2720
- Rural: 676
- Hombres: 1699
- Mujeres: 1697

Población Total: 3.380
- Urbana: 3.042
- Rural: 338
- Hombres: 1.703
- Mujeres: 1.677

Índice de Desarrollo Humano
- IDH-Municipal: 0,770
- Idh salario: 0,662
- Idh longevidad: 0,809
- Idh educación: 0,839

### Hidrografía
Río Ivaí

### Carreteras
PR-552

## Economía
- Agropecuaria: 48,64%
- Industria: 2,63%
- Servicios: 48,73%

## Administración
- Prefecto: Janilson Marcos Donassan (2009/2012)
- Viceprefecto: Amarildo Vieira
- Presidente de la Cámara: José Luís Volpato (2009/2010)